# Goudargues
Goudargues là một xã trong vùng Occitanie, thuộc tỉnh Gard, quận Nîmes, tổng Pont-Saint-Esprit. Tọa độ địa lý của xã là 44° 12' vĩ độ bắc, 04° 28' kinh độ đông. Goudargues nằm trên độ cao trung bình là 71 mét trên mực nước biển, có điểm thấp nhất là 70 mét và điểm cao nhất là 332 mét. Xã có diện tích 30,27 km², dân số vào thời điểm 1999 là 945 người; mật độ dân số là 31 người/km².

## Thông tin nhân khẩu
| 1962 | 1968 | 1975 | 1982 | 1990 | 1999 |
| ---- | ---- | ---- | ---- | ---- | ---- |
| 637  | 645  | 612  | 680  | 788  | 945  |

## Nhân vật nổi tiếng
- Jean Carmet.